# Kihelkonna kommun
Kihelkonna kommun (äldre svenska och tyska Kielkond) var en tidigare landskommun i landskapet Saaremaa (Ösel) i västra Estland. Kommunen uppgick den 23 oktober 2017 i den då nybildade Ösels kommun. 
Kihelkonna kommun hade 647 invånare 2011. Centralorten var småköpingen (estniska: alevik) Kihelkonna. Kommunen låg vid ön Ösels västra kust mot Östersjön, 200 km sydväst om huvudstaden Tallinn. Kommunen omfattade halvön Hundsort (estniska: Tagamõisa poolsaar), den bebodda ön Vilsandi samt ett större antal obebodda skärgårdsöar. Större delen av Vilsandi nationalpark låg i kommunen. Estlandssvenskarnas historiska närvaro bekräftas av ortnamnet Rootsiküla, som är estniska för svenskbyn.

## Orter

### Småköpingar
- Kihelkonna

### Byar
- Abaja
- Abula
- Kallaste
- Kalmu
- Karujärve
- Kehila
- Kiirassaare
- Kõõru
- Kõruse
- Kotsma
- Kuralase
- Kuremetsa
- Kurevere
- Kuumi
- Kuusiku
- Läägi
- Lätiniidi
- Liiva
- Loona
- Mäebe
- Metsaküla
- Neeme
- Odalätsi
- Oju
- Pajumõisa
- Pidula
- Rannaküla
- Rootsiküla (Svenskby)
- Sepise
- Tagamõisa
- Tammese
- Tohku
- Undva
- Üru
- Vaigu
- Varkja
- Vedruka
- Veere
- Viki
- Vilsandi
- Virita

## Turism och sevärdheter
Vilsandi nationalpark är känd för sitt rika fågelliv och har en turiststation. Fyrtornet på Vilsandi är en berömd symbol för trakten, som även förekommit som frimärksmotiv. I Mihkli finns ett friluftsmuseum som visar det traditionella livet på en Öselbondgård.

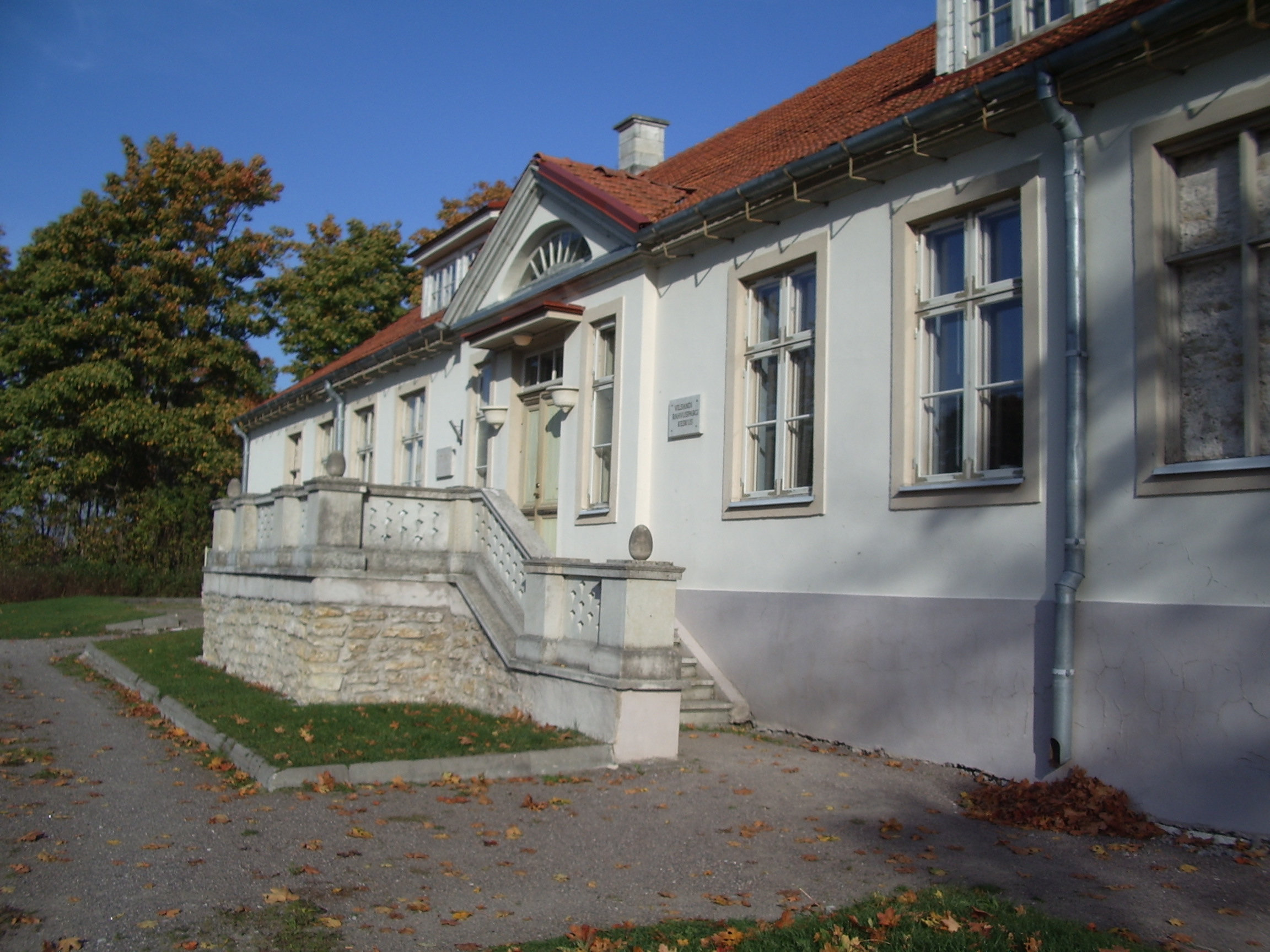
Loona herrgård
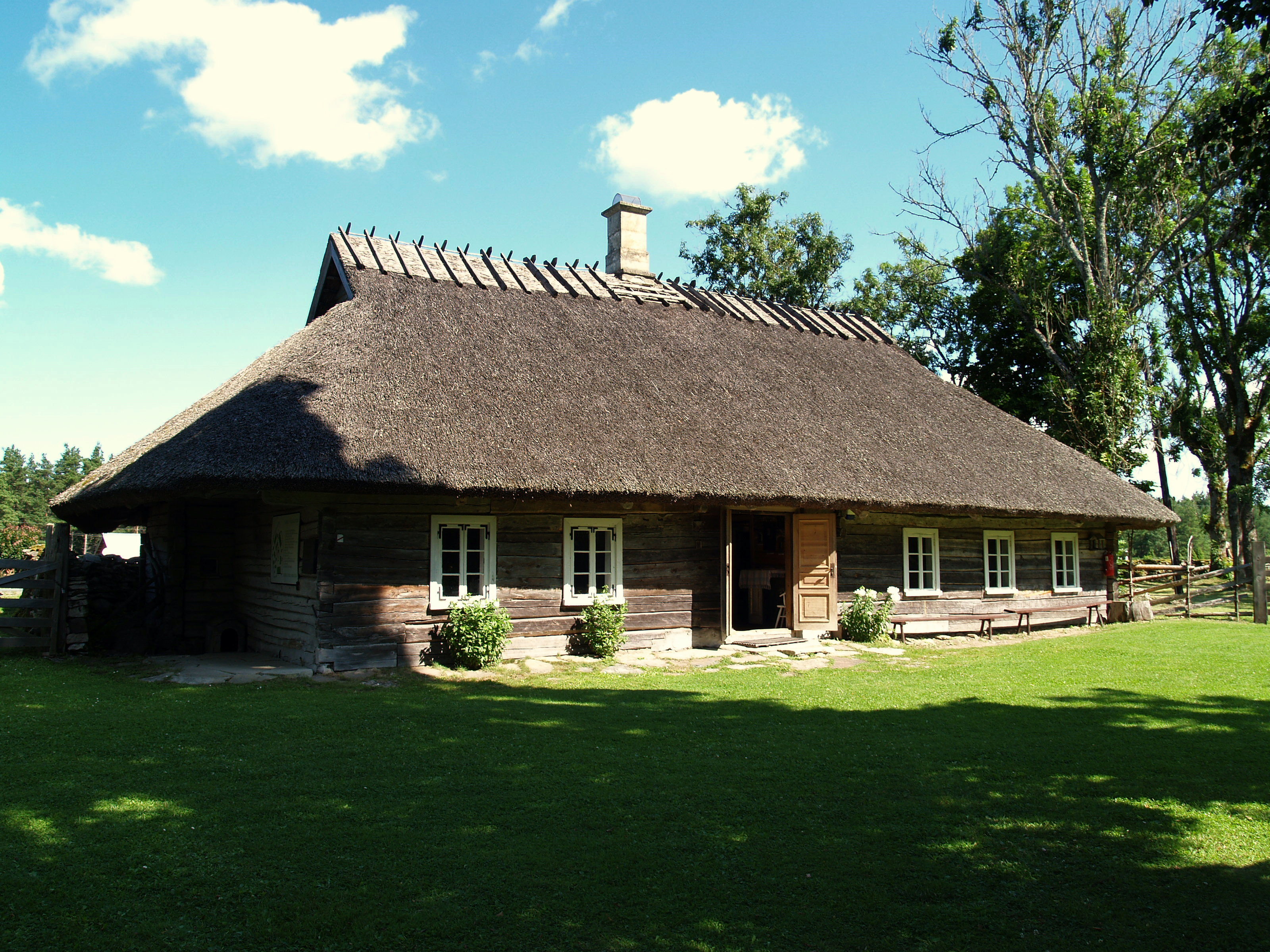
Mihkli friluftsmuseum
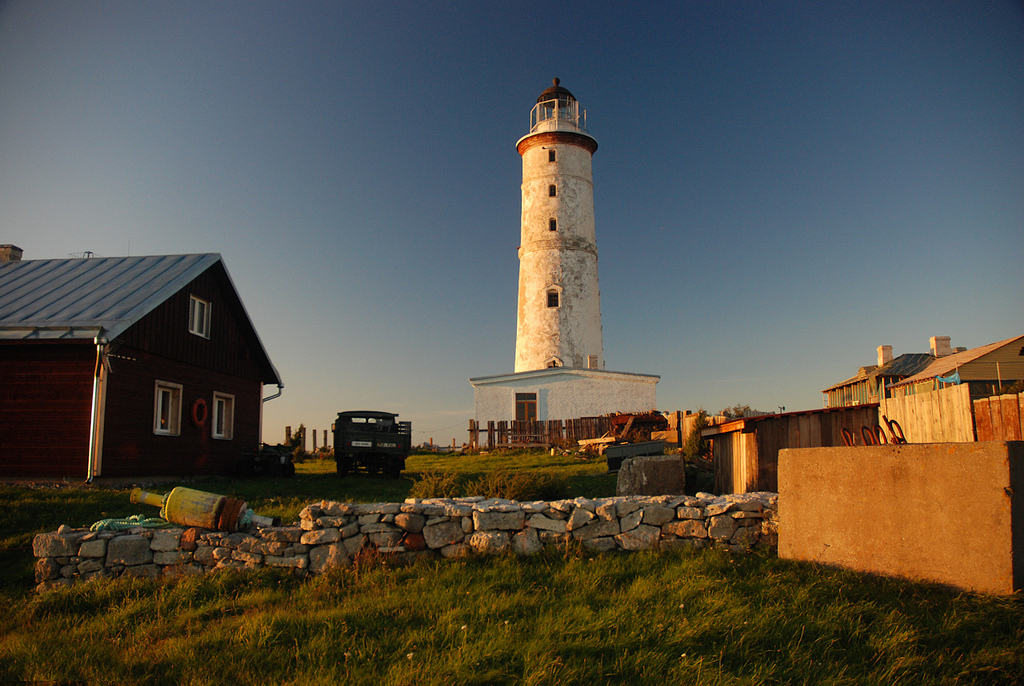
Fyrtornet på ön Vilsandi

## Klimat
Årsmedeltemperaturen i trakten är 4 °C. Den varmaste månaden är juli, då medeltemperaturen är 18 °C, och den kallaste är februari, med −8 °C.